# جسی پالمر
جسی پالمر (انگلیسی: Jesse Palmer؛ زادهٔ ۵ اکتبر ۱۹۷۸) بازیکن فوتبال آمریکایی، بازیگر و مجری اهل کانادا است.
از باشگاه‌هایی که در آن بازی کرده‌است می‌توان به نیویورک جاینتز اشاره کرد. پالمر همچنین بازیگر سریال بچلر و مجری مسابقه تغییر چهره کامیون غذای سیار می‌باشد.